# آرمین رومشتت

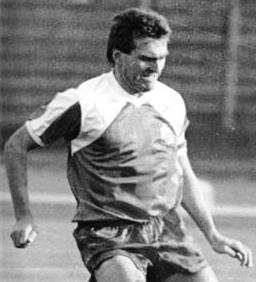
آرمین رومشتت ۱۹۹۰

آرمین رومشتت (به آلمانی: Armin Romstedt) بازیکن فوتبال و هافبک اهل آلمان شرقی بود که از سال ۱۹۸۴ میلادی عضو تیم ملی فوتبال آلمان شرقی بوده‌است. وی در ۱ بازی ملی حضور داشته و در بازی‌های ملی‌اش گلی به ثمر نرساند. آرمین رومشتت آخرین بازی ملی خود را در سال ۱۹۸۴ میلادی انجام داد.